# Finanční transakce
Finanční transakce (česky také převod) je smlouva, ujednání nebo jiná změna mezi kupujícím a prodávajícím směřující k výměně aktiva za platbu, většinou zboží nebo služby za peníze. Její součástí je změna finančního stavu dvou nebo více právnických či fyzických osob. Kupující a prodávající jsou samostatné účetní jednotky nebo entity a transakce obvykle zahrnují výměnu hodnot , informací, zboží, služeb a peněz. V případě, že zboží se směňuje v jeden čas a peníze jindy, jedná se stále o jednu transakci. Její první část je například předání peněz a druhá část obdržení zboží.
Finanční transakci obvykle provázejí ještě transakční náklady, což jsou další náklady jedné nebo obou stran, které bezprostředně souvisejí s uzavřením transakce. Může mezi ně patřit například získávání informací, doprava, skladování, pojištění a podobně.
Opakem finanční transakce je dar, ale také barterový neboli směnný obchod, což je výměna zboží nebo služeb za jiné zboží nebo služby bez použití peněz.

## Příklady transakcí
Platba nebo peněžní transakceNejběžnější finanční transakce označovaná také jako nákup a prodej spočívá v uzavírání obchodů při kterém dochází ke směňování zboží nebo služeb za peníze. Taková transakce má za následek pokles finančního stavu u kupujícího a zvýšené příjmy prodávajících. Člověk, který prodává svoji práci, dostává za ni plat, mzdu nebo jinou, zpravidla finanční odměnu.
PůjčkaZápůjčka nebo půjčka je transakce, při které věřitel dává dlužníkovi najednou určité množství peněz oplátkou za více menších splátek dlužníka věřiteli v průběhu sjednané doby, obvykle podle stanoveného harmonogramu. Součet splátek je obvykle vyšší, než jistina, rozdíl se označuje jako úrok. Rozlišuje se bankovní úvěr a nebankovní půjčka.
HypotékaHypotéka je kombinace nákupu a půjčky. Věřitel poskytuje dlužníkovi značnou sumu peněz na nákup velmi drahé věci, typicky nemovitosti. Dlužník na oplátku souhlasí, že dá tuto věc nebo jiný předmět vysoké hodnoty věřiteli, pokud by půjčka nebyla splacena včas. Tato záruka splacení je známá jako kolaterál.
Nájemnájem nebo pacht spočívá v přenechání věci jinému za úplatu.
Účetní transakceÚčet v bance můžeme chápat jako nástroj pro bezhotovostní platby, ale také jako specifický typ úvěru poskytnutého důvěryhodné osobě nebo instituci, obvykle bance. Poskytované služby za tuto půjčku jsou specifikovány smlouvou o zřízení účtu. Naproti tomu VIP klient může mít u firmy, anebo třeba u hostinského, otevřený účet, který splácí v dohodnutých termínech.

## Nástroje a způsoby provedení
Bankovní účetNástroj, který umožňuje a zaznamenává finanční transakce mezi klientem a bankou a sleduje tak finanční situaci klienta. Bankovnictví je typ podnikání, který je téměř výhradně založen na finančních transakcích přes bankovní účty.
Peněžní převodZpůsob, jakým lze přesunout danou peněžní částku mezi osobami či institucemi, případně jejich bankovními účty. Peněžní převod může proběhnout bezhotovostně mezi dvěma účty, složením  hotovosti, podepsáním šeku a podobně.
Převod hotovostiZpůsob platby za sjednané zboží nebo službu. K hotovostnímu převodu může dojít složením vstupní částky v hotovosti u bankovní přepážky nebo u notáře, zaplacením za zboží v obchodě, zaplacením složenky a podobně.